# Sedum oxycoccoides
Sedum oxycoccoides är en fetbladsväxtart som beskrevs av Joseph Nelson Rose. Sedum oxycoccoides ingår i Fetknoppssläktet som ingår i familjen fetbladsväxter. Inga underarter finns listade i Catalogue of Life.